# Sharwa
Le sharwa (ou sarwaye, sherwin, tchevi) est une langue tchadique biu-mandara parlée dans l'Extrême-Nord du Cameroun, dans le département du Mayo-Tsanaga, au sud de l'arrondissement de Bourrha – à Djeki, Movoy, Duva', Tchevi, Guijiguiji et Sedifi –, ainsi que dans le département du Mayo-Louti de la Région du Nord. 
En 2000, le nombre de locuteurs était estimé à 5 100.